# Fallos de mercado en la Escuela Austriaca
Este artículo expone algunos argumentos de autores de la escuela austríaca sobre la ocurrencia de fallos de mercado.

## Introducción
Los teóricos de la escuela austríaca parten del estudio de la economía comenzando en la acción del ser humano, y se reflexiona a partir de esa acción, basándose en el individualismo metodológico, con carácter apriorístico. Como consecuencia de ese marco teórico diferente, en gran parte para la escuela austríaca y otras afines, los fallos de mercado en gran parte son una ilusión o la consecuencia no de un exceso de mercado o un mal funcionamiento de este, sino consecuencias del efecto pernicioso de la intervención del Estado. 
La mayoría de los autores de esta escuela consideran «claramente absurdos» varios de los argumentos sobre los fallos de mercado. Rechazan la posibilidad de mejorarlo mediante la intervención del Estado. La teoría austríaca conduce a la conclusión de que cualquier acción estatal terminará por empeorar la situación inicial, ya que asumen los individuos solo maximizan su utilidad, y logran la mejor coordinación social, si el mercado es libre. 
En gran medida, la escuela austríaca niega entonces la posibilidad de los llamados 'fallos de mercado', o niegan que sean consecuencia de la propia dinámica del mercado. Dentro de esta posición están tanto Murray Rothbard como Hans Hermann Hoppe que han ampliado el trabajo de predecesores como Ludwig von Mises.

## Monopolio
Para autores como Murray Rothbard la existencia de los monopolios frecuentemente está asociada a cierto tipo de intervenciones del Estado. Algunos monopolios se crearían al prohibir o dificultar artificialmente la competencia del mercado. Rothbard Desarrolla algunos ejemplos típicos de estas intervenciones
- Cárteles obligatorios
- Licencias
- Estándares de calidad y seguridad.
- Aranceles.
- leyes migratorias
- Leyes de trabajo infantil
- Servicio militar
- Leyes de salario mínimo
- Subsidios al desempleo
- Sanciones a formas de mercado (narcotráfico, tráfico de armas)
- Leyes anti-trust
- Ilegalización de precios básicos en origen
- Leyes de conservación de la naturaleza
- Patentes
- Concesiones o 'servicios públicos'
- Derecho de expropiación
- Soborno a funcionarios
- Políticas de monopolio

Rothbard entonces rechaza la consideración de un monopolio considerado como solo cuando hay una o pocas empresas en el mercado: el monopolio es en realidad la falta de libertad para competir en el mercado, provocada por la intervención del Estado en forma de privilegios hacia empresas o grupos de empresas que se vean defendidas artificialmente de la competencia.

## Externalidades negativas
Las externalidades según los teóricos de la escuela austriaca, son en realidad fallos de definición o defensa de la propiedad privada. Si la externalidad negativa afecta efectivamente a terceros no involucrados en la producción del bien que provoca la externalidad, esto no es un fallo de mercado, sino una falta de definición o defensa judicial sobre la propiedad privada de la persona perjudicada. Lo que significa que si la propiedad privada del individuo afectado fuera correctamente definida y defendida, la externalidad no tendría razón de existir, o sería en todo caso causa de indemnización para los individuos afectados, que acordarían voluntaria y libremente con la empresa. Al ser una fallo inherente a la justicia, es el Estado el responsable de las externalidades en última instancia, ya que por su naturaleza, posee el monopolio de la justicia.
Por ejemplo, en el caso de la polución del aire, los pulmones de la persona (que son de su propiedad, como todo su cuerpo) pueden no estar correctamente defendidos judicialmente, por lo que podría no ser indemnizada la persona perjudicada o prohibírsele que negocie de forma voluntaria con la empresa que causa tal externalidad.

## Información asimétrica
Se considera que el individuo actúa naturalmente en un mundo que percibe de manera subjetiva, y que de acuerdo a sus posibilidades y parámetros axiomáticos, decide entonces actuar. Y al actuar e intercambiar, siempre maximiza su utilidad ex ante, aunque pueda haberse equivocado empresarialmente ex post. Está contemplado entonces, desde las bases de la teoría, que los individuos se encuentren con diferentes conocimientos sobre la información en la que basan sus intercambios, por lo que no representa ningún tipo de problema catalogar a los individuos como personas con información asimétrica. 
El fraude y la estafa son por supuesto catalogados como actos criminales que no se condicen con el libre mercado y que deben ser reprimidos mediante la justicia, y aunque fueran indetectables ex ante, los mecanismos inherentes del mercado tenderán a que aquellos empresarios que no divulguen la información que el mercado considere necesaria, se verán superados por la competencia.

## Bienes públicos
Con respecto a las externalidades positivas, los teóricos han enfatizado que es no es de ninguna manera necesaria la intervención del Estado, dado que el mercado asigna los recursos solo de forma eficiente cuando el mercado es libre, adecuándose a las necesidades de los consumidores. Si el Estado interviene, utilizará recursos que son más urgentemente necesitados en otros sectores de la estructura productiva, a los que el mercado hubiera asignado libremente, por lo que inevitablemente disminuirá la utilidad de la sociedad. 
Por el lado de los free riders, se sostiene que el mercado determina por sí solo las formas de su exclusión. La función empresarial innata y axiomática del ser humano, permite crear innovaciones y nuevas propuestas con el objetivo de excluir a los free riders, por lo que la intervención del Estado para garantizar los llamados bienes públicos, no sería requerida. Bienes como la educación y la salud, así como la seguridad y la defensa pueden ser perfectamente aportados de manera privada, como todos los demás bienes y servicios del mercado, y con mayor eficiencia y menor costo que la propuesta por el Estado.
Por ejemplo el faro, que se considera un bien público por excelencia, puede proveerse de manera privada, como de hecho se hizo en Inglaterra donde todo el sistema de faros fue financiado por capitales privados. 